# أثناسيوس أبادير
الأنبا أثناسيوس أبادير (18 أغسطس 1922، القوصية - 25 مايو 1992) هو أول أسقف قبطي كاثوليكي لأبرشية الإسماعيلية في مصر.

## سيرته
ولد الأنبا أثناسيوس أبادير في 18 أغسطس 1922 في القوصية، مصر. تمت رسامة الأنبا أثناسيوس أبادير كاهنًا في 8 يوليو 1950، و ترقى في الرتب الكهنوتية إلى أن صار أسقفًا مساعدًا (معاونًا بطريركيًا) في الإسكندرية، مصر و أسقفًا فخريًا لأبيا (منطقة في لاوديكيا، تركيا) في 18 مايو 1976.  وتم تكريسه رسميًا في أسقفيته الفخرية في 26 سبتمبر 1976 على يد البطريرك إسطفانوس الأول سيداروس. و شارك في تكريسه البطريرك (الأسقف آنذاك) إسطفانوس الثاني غطاس، و الأنبا يوحنا نوير أسقف أسيوط، والأنبا يوحنا كابس أسقف الإسكندرية المساعد، والأنبا إسحاق غطاس رئيس أساقفة المنيا.
و قد قام الأنبا أثناسيوس أبادير بالمشاركة في تكريس خمسة أساقفة للكنيسة القبطية الكاثوليكية هم:
1. البطريرك الكاردينال أنطونيوس نجيب عام 1977
2. الأنبا يحنس ملاك أسقف الأقصر المساعد عام 1979
3. الأنبا يوحنا قلتة الأسقف العام للإسكندرية عام 1986
4. الأنبا أندراوس سلامة أسقف الجيزة عام 1989
5. الأنبا كيرلس كمال وليم سمعان ر. ف. أسقف أسيوط في 1990[1]

أصدر السينودس البطريركي للأقباط الكاثوليك بمصر قرارًا في 1 يناير 1983 بفصل سيناء و القنال وشرق دلتا النيل عن أبرشية البطريركية و إنشاء أبرشية جديدة باسم أبرشية الإسماعيلية، و اختير الأنبا أثناسيوس أبادير أسقفًا لها، وكان آنذاك معاونًا بطريركيًا. و في 20 فبراير 1983 أُجلس في كاتدرائية الإسماعيلية للأقباط الكاثوليك
توفي في 25 مايو 1992.